# Ochodaeus tuberculicornis
Ochodaeus tuberculicornis is een keversoort uit de familie Ochodaeidae. De wetenschappelijke naam van de soort is voor het eerst geldig gepubliceerd in 1908 door Reitter.